# Homogamie (sociologie)
Homogamie (z lat. homo - člověk a gamos - sňatek) je termín pocházející z biologie, kde popisuje stav, kdy si samec v rámci polymorfního druhu vybírá pouze ty samice, které se mu podobají. V sociologii znamená tendenci vybírat si partnera na základě společných rysů či znaků, jedním z typů homogamie může být i homogamie dle pohlaví - tj. soužití či vztah dvou jedinců stejného pohlaví (homosexualita).

## Náboženská homogamie
Náboženská homogamie je párováním osob vyznávajících stejné náboženské přesvědčení (náboženský nebo nenáboženský světový názor). V naší historii byla přirozeným aspektem manželství, neboť sňatky mezi lidmi jiného vyznání byly až do roku 1812 nemyslitelné, povinnost církevního sňatku pak trvala až do roku 1919.
V současnosti má náboženská homogamie v Evropě tendenci k poklesu. Důvodů je mnoho, v českém případě například komunistická proticírkevní politika, kdy v období 1948-89 poklesl počet obyvatel českého území hlásící se k náboženskému vyznání z 95 % na 35 %. V takto sekularizované společnosti se pak nedá očekávat přepjatost volbou partnera na základě náboženství. Kromě výše zmíněných jsou dalšími důvody individualismus či malý význam religiózních hodnot a rituálů.

## Socioekonomická homogamie
Homogamie ovlivněná socio-ekonomickými faktory je taková, jež závisí na sociální třídě tedy rodinném zázemí. Klíčovou roli zde hraje dosažené vzdělání, to se stává hlavním stratifikačním kritériem a podmínkou pro dosažení jistého socioekonomického statusu, který determinuje výběr životního partnera.
S daným typem homogamie souvisí mnohé sociologické teorie to konkrétně teorie modernizace, teorie manželské směny a teorie kulturní podobnosti manželů. 
Teorie modernizace předpokládá úbytek homogamie podmíněné ekonomickými faktory. Výrazným fenoménem této teorie je potom urbanizace a jednotný vzdělávací systém, masová komunikace a homogenizace. To rozšiřuje okruh potenciálních partnerů a přispívá k jejich podobnosti.
Teorie manželské směny operuje s ekonomickou teorií a s kalkulací zisků a nákladů v manželství. Za nejvýhodnější a nejpravděpodobnější označuje tato teorie soužití v domácnost s dělbou práce, tedy model: muž je živitel, žena se stará o chod domácnosti. V tomto případě je potom preferována vzdělanostní heterogamie. Teorie kulturní podobnosti manželů se zaobírá vzděláním jako důležitým kritériem pro partnerský výběr. Viz Vzdělanostní homogamie. Dle této teorie je stabilita partnerství ve vzdělanostní homogenitě.

## Věková homogamie
Věková homogamie znamená uzavírání sňatků mužů a žen shodného věku. Ve společnosti se častěji setkáme se sňatky starších mužů a mladších žen. Nejčastěji bývají za věkově homogamní manželství označená ta s věkovou vzdáleností partnerů 0-3 roky. Páry, které mají věkové rozdíl mezi sebou větší než 5 let jsou označovány za věkově heterogamní.

## Vzdělanostní homogamie
Vzdělanostní homogamie je tendence hledat si partnera se stejnou úrovní dosaženého vzdělání. Nejvyšší míra vzdělanostní homogamie je u párů s vysokoškolským vzděláním, tedy u těch nejlépe vzdělaných, a naopak se vzděláním nejnižším. Vzdělanostní homogamie hraje mimo jiné roli v pozdější ekonomické situaci páru, a má vliv na příjmové nerovnosti mezi domácnostmi. V rámci vzdělanostní homogamie existuje také homogamie oborová, tedy vyhledávání partnera v rámci studijního oboru.

## Oborová homogamie v Evropské unii
V rámci Evropské unie je 36,4 % vysokoškolsky vzdělaných párů také absolventy stejného oboru. Obecně platí, že čím nižší je míra segregace pohlaví ve studijních oborech, tím častější jsou oborově homogamní páry. Nejvýraznější je oborová homogamie u absolventů v oblasti zdravotnictví a společenských věd, nižší naopak u oborů typicky mužských (inženýrství) a typicky ženských (vzdělávání). Česká republika je v oborové homogamii v rámci EU nadprůměrná.

## Další druhy homogamie
Etnická homogamie znamená uzavírání sňatků párů dle etnického původu. Společnosti s nízkou etnickou homogamií se vykazují vysokou tolerancí vůči odlišným etnikům, nízkou xenofobií a rasové snášenlivosti.
Geografická homogamie představuje homogamii páru žijící v prostorové blízkosti. Tato homogamie je často spojována se sídelní homogamií, kde hovoříme o velikosti sídla, z kterého manželé pochází.